# Frederick Smith (1. hrabia Birkenhead)

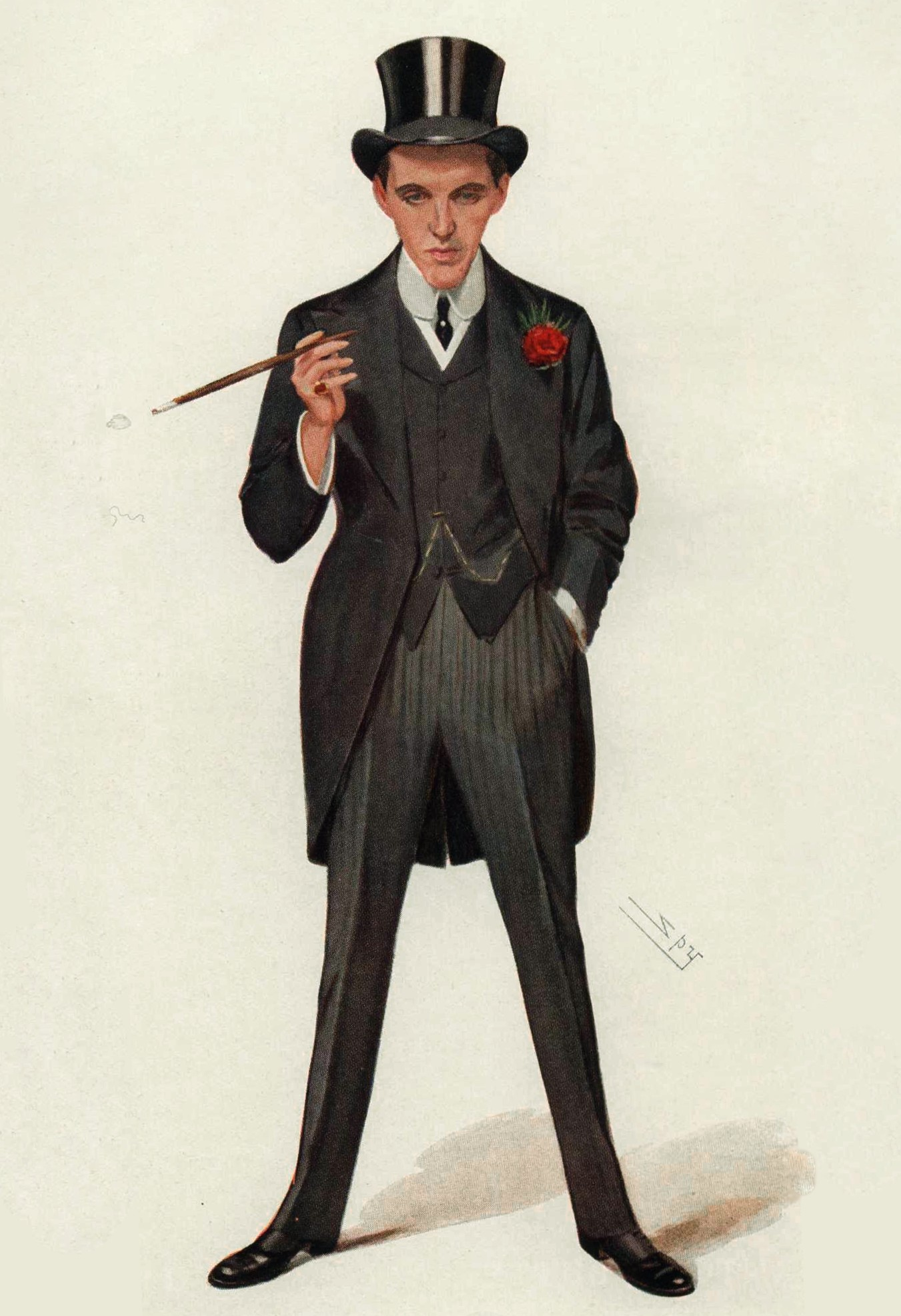
Frederick Smith, karykatura z Vanity Fair z ok. 1908

Frederick Edwin Smith, 1. hrabia Birkenhead GCSI (ur. 12 lipca 1872 w Birkenhead w hrabstwie Cheshire, zm. 30 września 1930 w Londynie) – brytyjski prawnik i polityk, członek Partii Konserwatywnej, minister w rządach Herberta Henry’ego Asquitha, Davida Lloyda George’a i Stanleya Baldwina.

## Życiorys
Wykształcenie odebrał w Birkenhead School. Następnie dwa lata studiował na University College w Liverpoolu, po czym przeniósł się do Wadham College w Oksfordzie. Tam został przewodniczącym Oxford Union. Po uzyskaniu członkostwa Merton College do 1899 studiował prawo. Następnie rozpoczął praktykę adwokacką w Gray’s Inn. Praktykował w Liverpoolu, a potem w Londynie. W kwietniu 1901 poślubił Eleanor Furneaux i miał z nią troje dzieci – Eleanor, Fredericka i Pamelę. W lutym 1908 został radcą króla.
W 1906 Smith został wybrany do Izby Gmin jako reprezentant okręgu Liverpool Walton. Od 1918 reprezentował okręg wyborczy Liverpool West Derby. W parlamencie dał się poznać jako przeciwnik przyznania Irlandii autonomii. Podczas I wojny światowej zasiadał w randze pułkownika w Rządowym Biurze Prasowym, odpowiedzialnym za cenzurę prasy. W latach 1914–1915 był oficerem w sztabie Korpusu Indyjskiego.
Kiedy Partia Konserwatywna weszła w maju 1915 do rządu wojennego Asquitha, Smith został radcą generalnym. Otrzymał również tytuł szlachecki. W październiku tego roku został prokuratorem generalnym. W 1916 odpowiadał za proces i egzekucję irlandzkiego nacjonalisty sir Rogera Casementa. W 1919 został kreowany 1. baronem Birkenhead i zasiadł w Izbie Lordów. Otrzymał również urząd lorda kanclerza. Brał udział w rokowaniach zakończonych podpisaniem traktatu anglo-irlandzkiego w 1921. W tym samym roku doprowadził do odrzucenia przez Izbę Lordów propozycji deputowanego Fredericka Macquistena dotyczącej penalizacji lesbianizmu. Podczas debaty Birkenhead argumentował, że 999 kobiet na 1000 nigdy nie słyszało o podobnych praktykach.
W 1921 tytuł Birkenheada podniesiono do rangi wicehrabiego. W 1922 otrzymał tytuł hrabiego Birkenhead i wicehrabiego Furneaux. Po upadku rządu Lloyda George’a w 1922 Birkenhead nie wszedł w skład konserwatywnych gabinetów Bonar Lawa i Baldwina. W drugim gabinecie Baldwina był w latach 1924–1928 ministrem ds. Indii. Po zakończeniu kariery politycznej został rektorem Uniwersytetu Aberdeen. Zmarł w 1930.

## Publikacje
- The Indian Corps in France, 1917 (współautor)
- Great Contemporaries, 1924
- Law, Life and Letters, 1927
- The World in 2020 A.D, 1930